# Барнум (город, Миннесота)
Барнум (англ. Barnum) — город в округе Карлтон, штат Миннесота, США. На площади 2,6 км² (2,6 км² — суша, водоёмов нет), согласно переписи 2002 года, проживают 525 человек. Плотность населения составляет 200,7 чел./км².
- Телефонный код города — 218
- Почтовый индекс — 55707
- FIPS-код города — 27-03628[1]
- GNIS-идентификатор — 0639642[2]